# صول غابيتا
سول غابيتا ، صول جابيتا أو صول جابيطا (بالإسبانية: Sol Gabetta‏)‏ (1981، كوردوبا) عازفة كمان جهير أرجنتينية، وهي واحدة من العازفين المنفردين الأكثر تميزاً في العالم. ولدت في الأرجنتين في أسرة متعددة الثقافات، أرجنتينية وإيطالية وفرنسية وروسية. في البداية عزفت على الكمان، وما لبثت أن أدركت ولعها بالفيولونسيل. في سن 12 غادرت بلادها الأرجنتين للعيش في إسبانيا. ثم انتقلت إلى فرنسا بالألزاس.
علاقتها الطويلة مع المسرح كسرت هاجس الخوف لديها من الوقوف والأداء أمام الجمهور، فتمكنت في سن التاسعة والعشرين من إنجاز الكثير: فازت بمسابقات كبرى، وبالعديد من الجوائز، وتنظم مهرجانها الخاص في سويسرا حيث تعيش الآن. تعزف سول غابيتا  على آلة فيولونسيل نادرة صنعها غادانيني في عام 1759، تبلغ قيمتها ثلاثة ملايين يورو.

## روابط خارجية
- صول غابيتا على موقع IMDb (الإنجليزية)
- صول غابيتا على موقع مونزينجر (الألمانية)
- صول غابيتا على موقع ميوزك برينز (الإنجليزية)
- صول غابيتا على موقع أول ميوزيك (الإنجليزية)
- صول غابيتا على موقع ديسكوغز (الإنجليزية)